# Baillou (Erdre)
Der Baillou ist ein kleiner Fluss in Frankreich, der im Département Loire-Atlantique in der Region Pays de la Loire verläuft. Er entspringt am südöstlichen Ortsrand von La Meilleraye-de-Bretagne, entwässert in einer S-Kurve generell Richtung Südwest und mündet nach rund 15 Kilometern im Gemeindegebiet von Joué-sur-Erdre als rechter Nebenfluss in die Erdre. Der Baillou durchquert in seinem Mittellauf den Stausee Grand Réservoir de Vioreau, von dem aus Wasser über einen künstlichen Bewässerungskanal zur Versorgung des Schifffahrtskanals Canal de Nantes à Brest im östlichen Abschnitt abgeleitet wird.

## Orte am Fluss
(Reihenfolge in Fließrichtung)
- La Meilleraye-de-Bretagne
- Le Pré Charré, Gemeinde Riaillé
- Les Ajots, Gemeinde Joué-sur-Erdre
- La Demenure, Gemeinde Joué-sur-Erdre
- La Moulonnière, Gemeinde Joué-sur-Erdre
- La Guinaudière, Gemeinde Joué-sur-Erdre